# Dichotomius ingens
Dichotomius ingens är en skalbaggsart som beskrevs av Luederwaldt 1935. Dichotomius ingens ingår i släktet Dichotomius och familjen bladhorningar. Inga underarter finns listade i Catalogue of Life.